# Tapete de Bijar
O tapete de Bijar é um tipo de tapete persa. Sua característica principal é a trama: geralmente é formada por cinco fios, quatro de lã bastante frouxa e um central de algodão, que é tenso. O tecelão deve usar um pente especial para apertar os nós, o que dá um aspecto pesado ao tapete.

## Descrição
O tapete Bijar geralmente tem ornamentação de flores, de desenho muito esquemático que mostra uma inspiração primitiva. A ornamentação consta geralmente de um medalhão central sobre fundo decorado de flores ou de um motivo "hérati" muito compacto. Outras peças são compostas de um medalhão central sobre fundo liso com quatro cantoneiras com decorações florais. A borda é clássica: uma banda central rodeada de duas bandas secundárias, utizando-se geralmente o motivo "hérati" assim como flores estilizadas.
A beleza das cores é uma das características destes tapetes; tonalidades escuras para os campos (azul escuro, vermelho amaranto, verde) e cores vivas para os motivos (turquesa e outros). Este tapete é pouco encontrado porque os exemplares que datam de antes dos anos 1960 são raros.